# Mikel Zarrabeitia
Mikel Zarrabeitia Uranga (født 14. maj 1970 i Abadiño) er en tidligere spansk landevejscykelrytter.
| Cykling | Spire Denne biografi om en spansk cykelrytter er en spire som bør udbygges. Du er velkommen til at hjælpe Wikipedia ved at udvide den. |